# FNRS-2
FNRS-2 — первый в мире батискаф, сконструированный выдающимся швейцарским учёным Огюстом Пиккаром. Батискаф получил название в честь Бельгийского национального фонда научных исследований (Fonds National de la Recherche Scientifique), финансировавшего постройку батискафа.

## История батискафа FNRS-2
При конструировании стратостата FNRS-1 Огюсту Пиккару пришла идея построить подводный аппарат для погружения на глубины, недоступные «классическим» подводным лодкам и всплывающим беспоплавковым аппаратам, оснастив его поплавком, придающим положительную плавучесть по типу баллона дирижабля, стратостата или аэростата. Поплавок должен был нести прочную стальную гондолу, способную выдержать давление океанских глубин.
В летательных аппаратах легче воздуха для создания подъёмной силы используется баллон с гелием или водородом, а в батискафе — сравнительно небольшой поплавок, наполненный веществом с плотностью меньше, чем плотность воды (в батискафах середины XX века использовался бензин), который обеспечивает аппарату положительную плавучесть. При погружении на глубину батискаф несёт балласт, по достижении нужной глубины балласт сбрасывается, батискаф всплывает. Модель батискафа была создана в 1937—1939 годах и испытывалась в лаборатории высоких давлений при Брюссельском университете, но Вторая мировая война прервала эти работы. Разработка возобновилась в 1946 году, на этот раз Бельгия потребовала, чтобы наравне с Пикаром проектом руководил бельгийский учёный Макс Козинс, который работал с Пикаром ещё в начале тридцатых — участвовал в стратосферных полётах FNRS-1.
Испытания FNRS-2 прошли в 1948 в Дакаре, куда аппарат был доставлен бельгийским грузовым судном «Скальдис». 25 октября профессора Пиккар и Моно совершили первое пробное погружение на глубину 25 м.
3 ноября 1948 года батискаф совершил второе погружение (в этот раз автоматическое беспилотное) на глубину 1380 м. В целом испытания показали жизнеспособность идеи батискафа и практическую пригодность гондолы для глубоководных погружений. Присутствовавший на испытаниях капитан Кусто высоко оценил изобретение Пикара. Но поплавок батискафа был сильно повреждён в результате последовавшей за погружением буксировки в штормовых условиях, также имелись серьёзные конструктивные недостатки и аппарат нуждался в реконструкции.
Бельгийский национальный фонд принял решение не финансировать доработку батискафа, в связи с чем в 1950, после длительных переговоров, он был передан французскому флоту и затем к 1953 году — разобран. Огюст Пиккар и Макс Козинс были приглашены в качестве научных консультантов для создания нового батискафа FNRS-3 с использованием гондолы от FNRS-2. Многие технические решения, воплощённые в батискафе FNRS-2, показали правильность идеи Пиккара.
В 1952 году Пикар занялся разработкой нового, более совершенного батискафа, получившего название «Триест», в 1953 году новый батискаф был спущен на воду. В 1953 FNRS-3 совершил ряд успешных погружений в Тулоне на глубину 750, 1500 и 2100 м, а в дальнейшем погружался на глубину около 4000 м, удерживая в течение некоторого времени рекорд глубины погружения для пилотируемых аппаратов.

## Конструкция батискафа FNRS-2

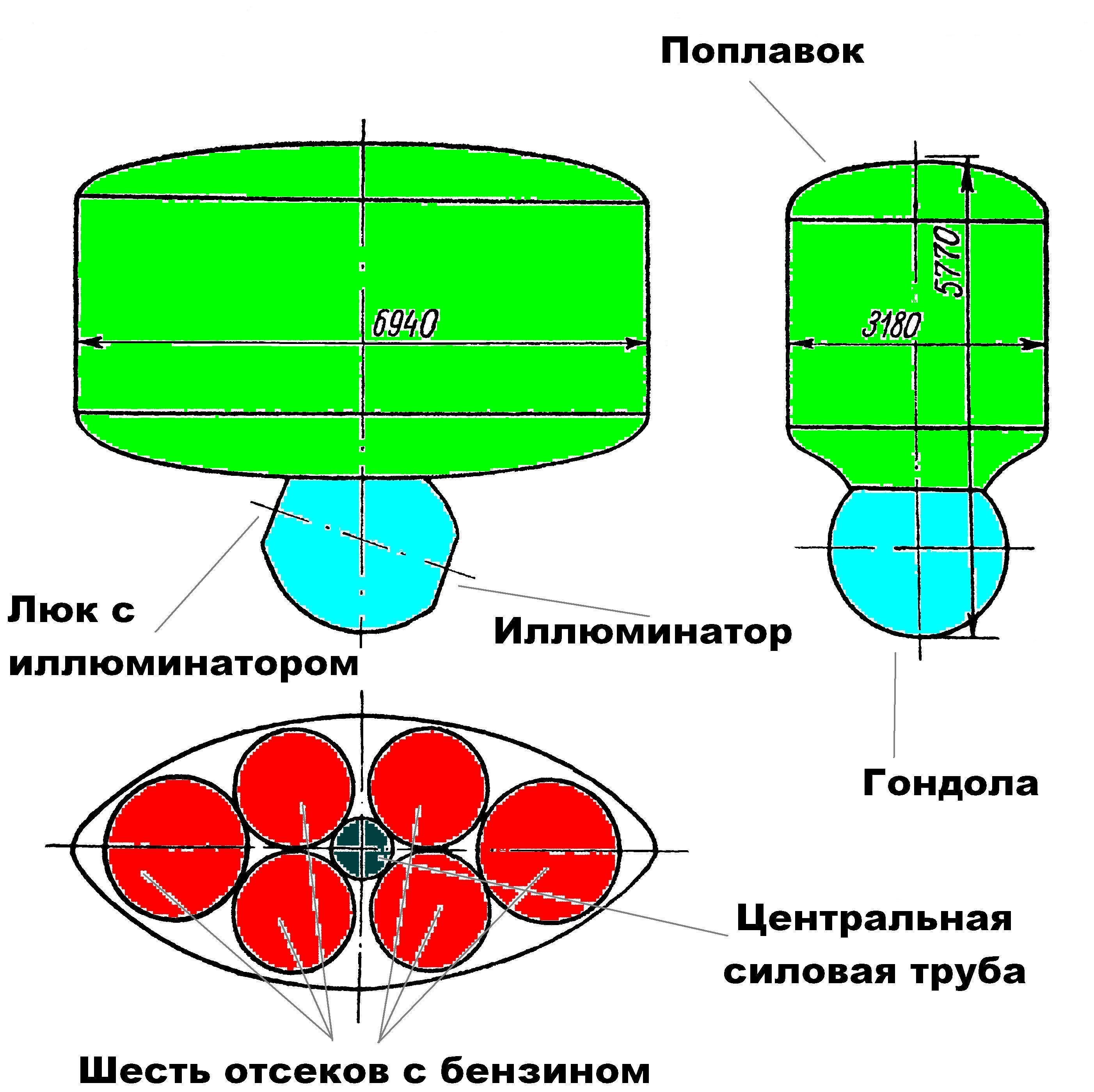
Схема батискафа FNRS-2

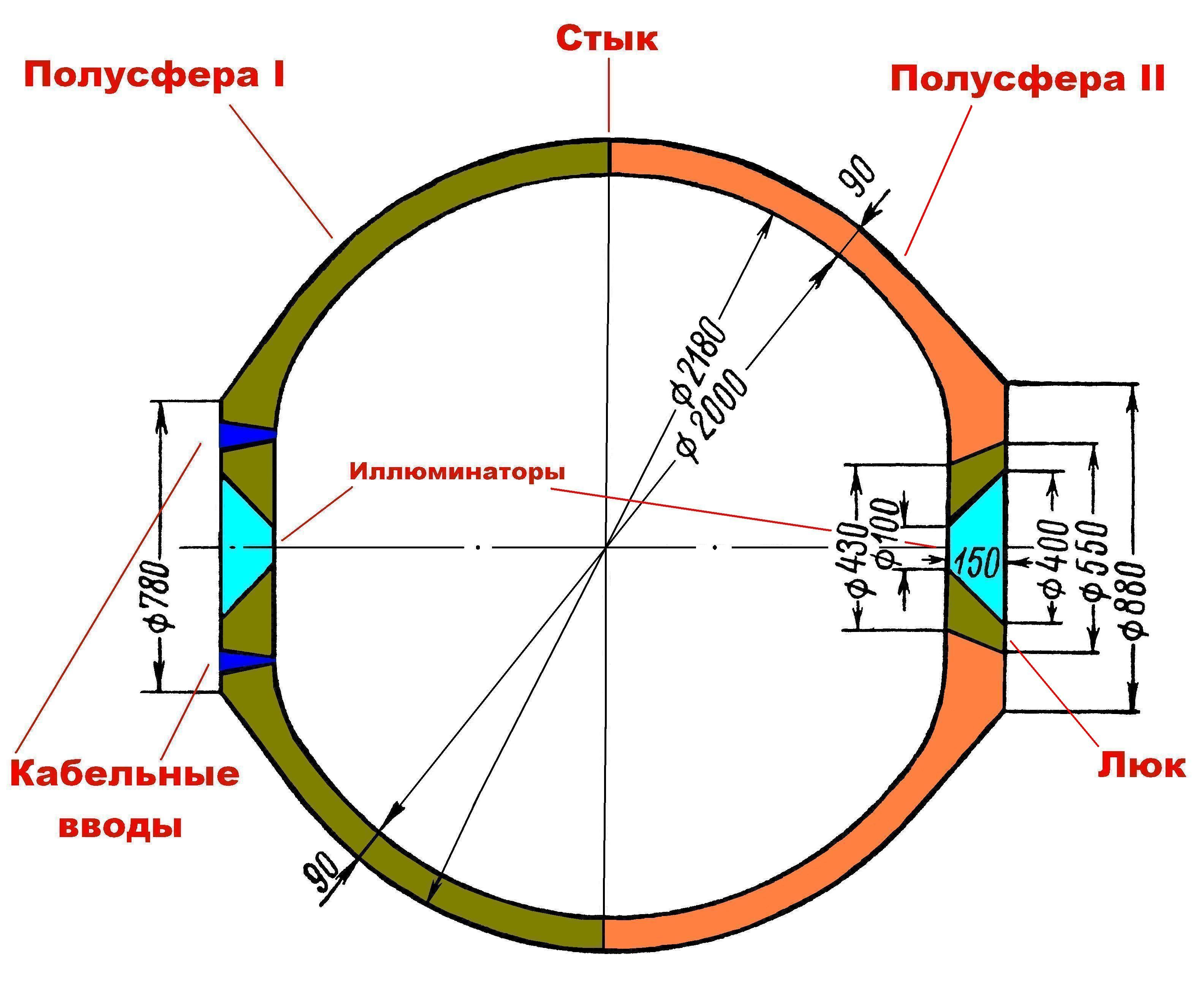
Гондола батискафа FNRS-2

Корпус поплавка состоит из судового набора и обшит стальными листами толщиной около 5 мм. В корпусе расположены шесть отсеков для бензина (бензин имеет плотность около 700 кг/м3, морская вода имеет плотность около 1030 кг/м3). Бензин и морская вода не сообщаются друг с другом, разделены перегородкой типа сильфона, давление океанских глубин передаётся на бензин. Эластичная перегородка позволяет бензину сжиматься на глубине, таким образом, металл поплавка батискафа испытывает только механические нагрузки при движении судна, гидростатическое давление внутри и снаружи поплавка полностью компенсировано.
Через корпус поплавка сверху вниз проходит труба, вверху имеется рым для подъёма батискафа краном на борт судна, к нижнему концу трубы прикреплена «клетка» (на рисунке не показана), в которой находится гондола (прочный корпус).
Гондола батискафа FNRS-2 имеет сферическую форму, состоит из двух полусфер. Каждая полусфера отлита, прокована и обработана на прецизионном токарном карусельном станке. Особенно тщательно обработан стык, отверстия люка, иллюминаторов и кабельных вводов. Полусферы склеены между собой эпоксидной смолой и стянуты стальными лентами.
Сфера — геометрическое тело, имеющее наибольший объём при наименьшей площади поверхности. Полая сфера при равной толщине стенок (в сравнении, например, с параллелепипедом или цилиндром равного объёма) будет иметь меньшую массу. Также сфера обладает абсолютной симметрией, для сферического прочного корпуса легче всего сделать инженерные расчёты.
Так как на больших глубинах огромное давление воды сжимает гондолу, её наружный и внутренний диаметр несколько уменьшается. Поэтому гондола крепится к «клетке» поплавка стальными лентами, допускающими некоторое смещение. Вся аппаратура внутри гондолы не прикреплена к стенкам, а смонтирована на раме, позволяющей стенкам беспрепятственно сближаться.
В гондолу ведёт запирающийся на болты люк, имеющий форму усечённого конуса, наружный диаметр которого — 550 мм, внутренний диаметр — 430 мм, толщина — 150 мм. В люк встроен иллюминатор. Второй иллюминатор расположен строго симметрично первому. Иллюминаторы изготовлены из плексигласа, имеют форму усечённого конуса, малым основанием направленным внутрь, наружный диаметр — 400 мм, внутренний диаметр — 100 мм, толщина — 150 мм. Отверстия для кабельных вводов также имеют форму усечённого конуса. Электрические кабели впаяны в пластмассовые конические пробки. Таким образом, чем больше забортное давление воды, тем сильнее люк, иллюминаторы и пробки электрических кабелей прижимаются к полусфере.
Батискаф FNRS-2 имел серьёзный недостаток — люк находился под водой, войти в гондолу и покинуть её можно было только тогда, когда аппарат стоял в трюме судна-носителя.
В гондоле находятся баллоны с сжатым кислородом, приборы системы жизнеобеспечения и управления, научные приборы, приборы связи, аварийные аккумуляторы, места для двух членов экипажа.
На верхней палубе батискафа установлена мачта с радиоантенной и уголковым отражателем, облегчающим поиск всплывшего судна радиолокаторами кораблей сопровождения.
К нижней части корпуса поплавка подвешены на раскрывающихся замках аккумуляторные батареи и балласт. От раскрытия замки удерживались электромагнитами, для сброса достаточно было отключить электрический ток. Если аккумуляторы разряжались — автоматически происходил сброс и батискаф начинал подъём на поверхность.
Электропитание батискаф получал от двух групп аккумуляторов. Изолирующая жидкость окружала аккумуляторные банки и электролит, на неё через мембрану передавалось давление забортной воды. Аккумуляторы не разрушались на огромной глубине. Движение батискафу сообщали два электромотора, движители — гребные винты. Электродвигатели защищались таким же способом, как и аккумуляторные батареи.
К «клетке» гондолы прикреплялись приборы освещения и гайдроп — расплетённый стальной канат. Когда батискаф приближался к морскому дну, нижний свободно свисающий конец гайдропа ложился на дно, часть его веса «снималась» с корпуса батискафа, увеличивалась плавучесть. В определённый момент плавучесть становилась «нулевой» и подводный аппарат неподвижно зависал на некотором расстоянии от дна. При необходимости аварийного всплытия гайдроп можно было сбросить (замки с электромагнитами).

## Технические характеристики
- Диаметр гондолы:
  - наружный — 2180 мм;
  - внутренний — 2000 мм;
  - толщина стенок — 90 мм.
- Ёмкость поплавка — 32 000 литров бензина.
- Вес гондолы в воздухе — 10 т.
- Вес гондолы в воде — 5 т.
- Экипаж батискафа — 2 человека.
- Расчётная глубина погружения — до 4000 м.

## Погружение и всплытие
- Батискаф стоял в трюме грузового судна «Скальдис», экипаж занимал места в гондоле, закрывался люк.
- Батискаф судовым краном спускался на воду.
- Отсеки поплавка заполнялись бензином.
- Отсоединялся электрический кабель, аквалангисты с надувных лодок подвешивали к поплавку дополнительный балласт, батискаф начинал спуск, водолазы должны были сопровождать его примерно до глубины 40 метров.
- По достижении нужной глубины часть балласта сбрасывалась, батискаф «зависал» в толще воды.
- Сбрасывался весь балласт, батискаф начинал подъём.
- На поверхности бензин перекачивался в цистерны судна-носителя, судовой кран поднимал батискаф из воды и ставил его в трюм.
- Открывался люк, экипаж покидал гондолу.